# Qualea rosea
Qualea rosea är en tvåhjärtbladig växtart som beskrevs av Jean Baptiste Christophe Fusée Aublet. Qualea rosea ingår i släktet Qualea och familjen Vochysiaceae. Inga underarter finns listade i Catalogue of Life.